# Bernhard Nikodemus
Bernhard Nikodemus (* 17. April 1901 in St. Johann, Saarbrücken; † 23. September 1975 ebenda) war ein deutscher Regierungsbeamter und SPD-Mitglied. Er war außerdem als Interbrigadist aktiv und wurde für seinen Einsatz mit der Hans-Beimler-Medaille der Deutschen Demokratischen Republik ausgezeichnet.

## Leben
Bernhard Nikodemus wuchs als Arbeiterkind in Saarbrücken auf. Durch den Ersten Weltkrieg in seinen beruflichen Möglichkeiten eingeschränkt, verdiente er sich seinen Lebensunterhalt als Hilfsarbeiter bei verschiedenen Betrieben. 1919 trat er der Gewerkschaft und 1920 der Sozialistischen Arbeiter-Jugend (SAJ) bei. Von 1929 bis 1932 besuchte er die Volkshochschule und qualifizierte sich so 1933 für eine Stelle in der Regierungskommission des Saargebietes als Verwaltungsassistent für Statistik. Nach der Rückgliederung des Saargebiets in das Deutsche Reich verlor er seine Anstellung aus politischen Gründen.
Anfang Mai 1937 führte die Gestapo eine Hausdurchsuchung bei ihm durch. Anschließend emigrierte er zu seinem Bruder nach Bourges im Département Cher. Über Max Braun, einen Freund aus der SAJ, nahm er Kontakt mit den Internationalen Brigaden auf und kämpfte 1938 in der Endphase des Spanischen Bürgerkriegs gegen die Truppen von Francisco Franco. Nachdem sein Trupp vernichtend geschlagen wurde, versuchte er auf eigene Faust nach Frankreich zu gelangen, wurde aber auf der Flucht gefangen genommen. In Burgos, dem Hauptquartier der Legion Condor, wurde er mehrfach von der Gestapo verhört. Am 30. August wurde ihm die deutsche Staatsbürgerschaft entzogen. Danach wurde er in das ehemalige Kloster San Pedro de Cardeña gebracht, wo er 13 Monate lang in Haft blieb. Im November 1939 wurde er nach Belchite gebracht, wo er bis Mai 1941 in Haft blieb. Anschließend musste er in Palencia in einem Steinbruch arbeiten.
Am 16. Oktober 1941 wurde er nach freiwilliger Meldung zurück nach Deutschland gebracht und wieder eingebürgert. Entgegen der Zusicherung der deutschen Behörden wurde er nach einer sechsmonatigen „Schutzhaft“ in der Lerchesflur im Mai 1942 in das KZ Dachau gebracht und im Oktober zum KZ-Außenkommando in Neustift im Stubaital. Dort wurde er am 3. Mai 1945 von US-amerikanischen Truppen befreit.
Nach dem Krieg arbeitete er als Regierungsangestellter in der von Richard Kirn geleiteten Direktion für Arbeit und Wohlfahrt und übernahm von 1947 bis 1949 die kommissarische Leitung des Statistischen Landesamtes des Saarlands. Vom Sommer 1949 bis zu seiner Pensionierung arbeitete er als Amtsrat in der Abteilung für Arbeit- und Sozialstatistik.
1956 wurde ihm für seinen Spanieneinsatz die Hans-Beimler-Medaille der DDR verliehen. Er war damit einer von 632 Trägern dieser Medaille, einer der wenigen Westdeutschen und einer von zwei saarländischen Sozialdemokraten (neben ihm noch Karl Friedrich Großklos), der mit diesem Orden ausgezeichnet wurde.
1973 sagte Bernhard Nikodemus als Zeuge über seine Zeit als KZ-Häftling in einem Prozess aus.